# マキシムコーヒー杯入神連勝最強戦
マキシムコーヒー杯入神連勝最強戦（まきしむこーひーはいにゅうしんれんしょうさいきょうせん、맥심커피배입신연승최강전）は、韓国の囲碁の棋戦。2000年に創設。韓国棋院の九段棋士が参加する。
- 主催 囲碁TV、韓国棋院
- 後援 (1-4期)マキシムコーヒー、(5-6期)韓国ビール、(7期-) 東西食品
- 優勝賞金 (1-14期)2500万ウォン、(15期-)4500万ウォン、(16期-)5000万ウォン

## 方式
- 本戦トーナメント出場者は、1-13期は、連勝者と、タイトル保持者のシード棋士。決勝は三番勝負。
  - 14-22期は、前期優勝・準優勝者、スポンサーシード2名、過去2年間の成績集計（カヌー・ポイント）の上位24名、ランキング上位4名の32名。[1]
  - 23期からは、前期優勝・準優勝者、スポンサーシード4名、ランキング上位26名の計32名。[2]
- 持ち時間は各10分、1手30秒追加のフィッシャー形式
- コミは6目半

## 歴代優勝者と決勝戦
（左が優勝者）
1. 2000年 崔珪昞 2-1 劉昌赫
2. 2001年 劉昌赫 2-1 梁宰豪
3. 2002年 劉昌赫 2-0 金日煥
4. 2003年 江鋳久 2-0 芮廼偉
5. 2004年 芮廼偉  2-1 劉昌赫
6. 2005年 李世乭 2-1 梁宰豪
7. 2006年 李世乭 2-1 崔哲瀚
8. 2007年 李世乭 2-1 朴正祥
9. 2008年 朴永訓 2-1 睦鎮碩
10. 2009年 崔哲瀚 2-0 朴永訓
11. 2010年 崔哲瀚 2-0 姜東潤
12. 2011年 朴永訓 2-0 李昌鎬
13. 2012年 朴廷桓 2-0 崔哲瀚
14. 2013年 朴廷桓 2-0 李世乭
15. 2014年 李世乭 2-0 朴廷桓
16. 2015年 崔哲瀚 2-1 洪性志
17. 2016年 李世乭 2-0 元晟溱
18. 2017年 朴廷桓 2-1 尹畯相
19. 2018年 趙漢乗 2-1 朴永訓
20. 2019年 申眞諝 2-1 李東勲
21. 2020年 李志賢 2-1 羅玄
22. 2021年 金志錫 2-0 李志賢
23. 2022年 朴廷桓 2-0 李東勲
24. 2023 申眞諝 2-0 李元栄
25. 2024 申眞諝 2-0 金明訓
26. 2025年 李志賢 2-1 申眞諝

## 概況
- 李昌鎬は当初は出場していなかった。
- 2003年第4期決勝は夫婦対決。
- 2006年第7期決勝第3局では、崔哲瀚がタイトル戦史上初の時間切れ負けを喫した。第2局はサイパンで対局。

## 注
1. ↑  韓国棋院「김지석, 7전8기 끝에 맥심커피배 우승」2021.4.5
2. ↑  韓国棋院「박정환, 맥심커피배 네 번째 정상 올라」2022.4.18